# Kittilä
Kittilä (nordsamisk: Gihttel) er en kommune i landskabet Lapin maakunta i det nordlige Finland. I marts 2016 var der 6.386 indbyggere.
Områderne Levi og Sirkka nogle kilometer nord for hovedbyen Kittilä er populære feriesteder for vintersport. Kommunen er en indlandskommune, som kun grænser til finske kommuner. Her ligger blandt andet Kittilä Lufthavn.